# گیا نیا
گیا نیا (به لاتین: Gia Nghĩa) یک شهر در ویتنام است که در استان داک نونگ واقع شده‌است.
این شهر در سال ۲۰۱۰ میلادی ۴۳٫۷۰۳ نفر جمعیت داشته است.